# Linjärt hölje

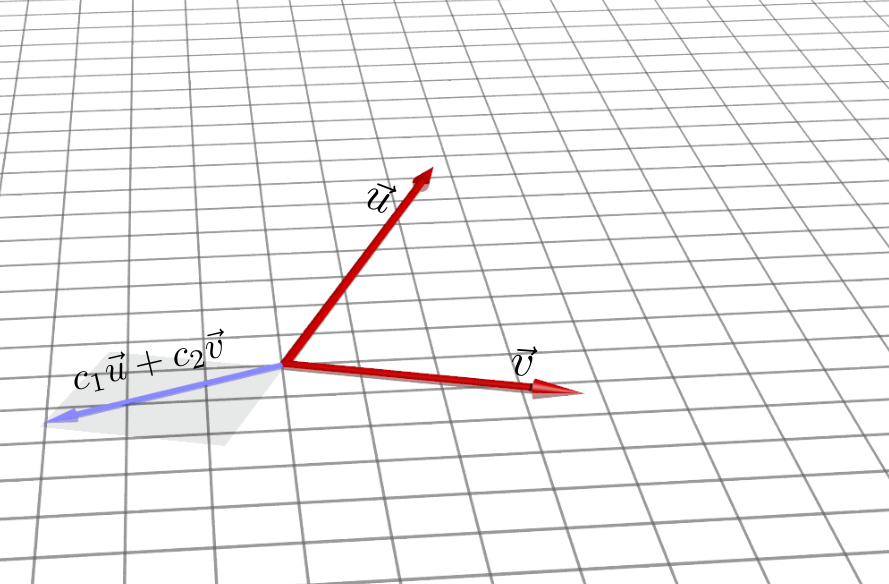
Varje par av vektorer som är linjärt oberoende spänner upp ett plan (linjärkombinationen når alla punkter i planet)

Det linjära höljet eller spannet av en mängd vektorer definieras som alla möjliga linjärkombinationer av dessa vektorer. 
Låt {\displaystyle v_{1},\,v_{2},...,v_{n}} vara vektorer i något vektorrum V och {\displaystyle a_{1},\,a_{2},...,a_{n}} skalärer i någon skalärkropp, K. Då är det linjära höljet
{\displaystyle [v_{1},v_{2},...,v_{n}]=\{a_{1}v_{1}+a_{2}v_{2}+...+a_{n}v_{n}:a_{1},a_{2},...,a_{n}\in \ K\}}.
Det går också att konstruera ett linjärt hölje enligt
{\displaystyle \operatorname {spann} (S)=\left\{{\left.\sum _{i=1}^{k}\lambda _{i}v_{i}\right|k\in \mathbb {N} ,v_{i}\in S,\lambda _{i}\in K}\right\}}
där S tillhör ett godtyckligt vektorrum och K är en godtycklig kropp. Vanligtvis är vektorrummet det reella tredimensionella rummet och kroppen är heltal.